# 2006 QU180
2006 QU180 est un objet transneptunien faisant partie des cubewanos. 

## Caractéristiques
2006 QU180 mesure environ 278 km de diamètre; son arc d'observation est encore faible, n'ayant été observé qu'une seule journée.